# Jung Eun-kyeong
Jung o Jeong Eun-kyeong (coreano: 정은경; Hanja: 鄭銀敬; nacida en 1965) es una médica e investigadora coreana especialista en enfermedades infecciosas y salud pública. Desempeña actualmente el cargo de directora de la KCDC (Korea Centers for Disease Control and Prevention) desde su nombramiento por el presidente Moon Jae-in en julio de 2017. Jung es la primera mujer en dirigir la KCDC desde la creación de la agencia y de su anterior Instituto Nacional de la Salud (KNIH) en 2003 y 1981, respectivamente.

## Trayectoria
Jung Eun-kyeong se graduó por la Universidad Nacional de Seúl con tres grados: doctora en Medicina, Máster en salud pública y doctorado en Medicina preventiva.
Antes de ser promovida a directora de la KCDC, Jung dirigió el Center for Public Health Emergency Preparedness and Response (Centro para la Salud Pública, Preparación y Respuesta a Emergencias). En 2015, ante el brote de MERS, fue la portavoz y directora del organismo responsable dentro de la KCDC. También trabajó como jefa del KCDC (Center for Disease Prevention, Centro para la Prevención de Enfermedades) y del Department of Chronic Disease Control Research (Departamento de Enfermedades Crónicas de Control de la Investigación). Ha sido investigadora del KNIH desde 1995.

### Covid-19
Con motivo de la pandemia por el coronavirus Covid-19, el 20 de abril de 2020 Jung informó que desde el 8 de abril de 2020 en Corea del Sur se habían registrado 179 casos de nuevos contagios de pacientes dados de alta, lo que representa un 2,2% del total de pacientes curados en el país, aunque una parte importante de estos casos (41) afectaban a una población de entre 20 y 29 años.